# Белогуш дрозд
Белогушият дрозд (Turdus torquatus) е птица от семейство Дроздови. Среща се целогодишно в България.

## Физически характеристики
Белогушият дрозд е най-атрактивният представител от рода на дроздовете. Той е малко по-едър от кос, но е с по-дълъг врат и тесни крила. Дължината на тялото му е 24 – 27 cm, а теглото – 85 – 120 g. Мъжкият наподобява кос, оперението му е много тъмно кафяво, до черно. Има широка бяла „огърлица“ във формата на полумесец на гърдите, която е най-характерният белег на вида. По долната част на тялото се наблюдават светли, люсповидни петна, а перата по корема имат белезникави краища. Всяко перо е обкантено от тънка бяла ивица. Имат кафяви крака, жълти човки с различна степен на кафяво оцветяване на върха и горната част на долната челюст и тъмнокафяви очи. Наблюдава се ясно изразен полов диморфизъм. Женската е тъмнокафява, а огърлицата е по-тясна, с белезникав или светлокафяв оттенък. Младите индивиди са кафеникави, с неясна, почти липсваща огърлица и тъмни напречни петна по долната страна на тялото.
При опасност издава интересни предупредителни звуци, наподобяващи удряне на речни камъни един в друг. Песента му е съставена от резки звуци, наподобяващи „трек-чек-чек“ или „циии“ и представлява набор от красиви трели. Понякога напомня звуците на флейта. Песента му включва серия от три силни тона и завършва с нещо като весело бърборене, напомнящо песента на беловеждия дрозд. Изпълнението му е по-кратко и с прекъсвания, в сравнение с това на повечето дроздове. Обича да пее в ранните сутрешни часове и по здрач.

## Разпространение
Ареалът на разпространение на белогушия дрозд е изключително обширен. Независимо от факта, че тенденцията е броят на птиците да намалява, спадът не се смята за достатъчно бърз, за да се доближи до праговете на уязвимост. Поради тези причини видът се оценява като незастрашен. През 2004 година в Европа, която обхваща над 95% от птиците в размножителния сезон, гнездовата популация се определя на 310 000 – 670 000 гнездящи двойки, което с новоито поколение се равнява на 930 000 – 2 010 000 птици.
Белогушият дрозд е разпространен в планинските райони на Европа, Мала Азия и Кавказ. В северните части на гнездовия ареал е прелетен тип, а в южните – постоянен. През септември и октомври мигрира в Южна Европа, Северна Африка и Мала Азия. Най-много птици в Европа зимуват в Южна Испания, а в Африка – на Атласките планини. В Централна Европа са известни само единични случаи на зимуващи птици, които остават в низините. През есента отлита на малки ята, като често се смесва с пойния, имеловия и беловеждия дрозд. Миграционният полет се извършва обикновено през нощта. В България се среща през цялата година. Отлита обратно през март-април.
Студените северни и източни ветрове през пролетта по време на прелет, често водят до забавяния, като птиците остават по крайбрежията, докато условията станат благоприятни. На много места край морето във Великобритания са наблюдавани такива групи птици.
Включва три подвида. Северните райони на ареала се обитават от малко по-тъмни индивиди – северноевропейски белогуш дрозд (Turdus torquatus torquatus). Перата по долната му страна са обкантени с по-широки бели ивици и в средната им част липсват петна.

## Начин на живот и хранене
Обитава най-често иглолистни гори, по-рядко широколистни и смесени, както и каменисти високопланински участъци, стръмни долини, чукари и дерета. Среща се и над горната граница на иглолистните гори в зоната на клека и по алпийските ливади, до 2500 m надморска височина. През студените зимни месеци слиза в хълмистите предпланини и равнините. В южната част на Европа гнезди в иглолистни гори с много поляни, покрайнините на горите, между младите дръвчета от офика, млади елови гъсталаци и лиственици. Белогушият дрозд е предпазлива, бдителна и недоверчива птица, която и при най-малката опасност наддава жалостни и тревожни крясъци и стремително се отдалечава. Избягва населените места и човешко присъствие.
Веднага след пристигането през пролетта, песните му огласят хълмовете и първите птици най-често стават жертва на сокола скитник и малкия сокол. По земята се движи леко както ходейки, така и подскачайки. През пролетта и лятото се храни с насекоми, червеи, ларви и охлюви, които събира по земята и между тревите. Проверява за тях и под листата, като ловко ги преобръща с човката си. През останалите сезони консумира плодове – боровинки, шипки, ягоди, малини, както и семена на треви и храсти.

## Размножаване
Размножителният период започва през месец април. Птицата предпочита да гнезди в букови гори, особено такива с по-ниски дървета, както и в покрайнините им. Белогушият дрозд прекарва много време на земята, където търси храната си и във връзка с това прави гнездото си близо до поляни, сечища и просеки. Обикновено двойките гнездят далеч една от друга, но понякога се наблюдава и заселване в малки колонии. В Шотландия често се размножава в непосредствена близост до гнездо на царски орел. В резултат на това, птиците са защитени от набезите на соколите.
Белогушият дрозд прави гнездото си ниско над земята по дървета и храсти, или директно върху почвата, прикрито под гъста растителност, най-често пирен. Двете птици го изграждат заедно, като внимателно го скриват в гъстите клони, храсти и листа. Понякога го поставят на върха на високо дърво. То е голямо, изградено от клонки, треви и мъх, слепени с кал. Застила се с тревички, коренчета и листенца.
Женската снася 4 – 5 синьо-зелени яйца с ръждиви петънца, които двете птици мътят на смени в продължение на две седмици. Малките напускат гнездото 15 – 16 дни след излюпването си. Родителите ги хранят най-вече с дъждовни червеи и бръмбари. Повечето двойки имат по едно люпило на сезон и само част от птиците, особено в южните области на ареала, отглеждат потомство два пъти в годината.